# Peperomia cardenasii
Peperomia cardenasii är en pepparväxtart som beskrevs av William Trelease. Peperomia cardenasii ingår i släktet peperomior, och familjen pepparväxter. Inga underarter finns listade i Catalogue of Life.